# WrestleMania 22
WrestleMania 22 a fost cea de-a douăzeci și doua ediție a pay-per-view-ului WrestleMania organizat de World Wrestling Entertainment. A avut loc pe data de 2 aprilie 2006 în Allstate Arena din Rosemont, Illinois, fiind cea de-a treia gală WrestleMania desfășurată în statul Illinois (în același stat au mai avut loc WrestleMania 2 și WrestleMania 13).
Toate biletele pentru spectacol s-au vândut în mai puțin de două minute, WrestleMania 22 devenind astfel evenimentul cu cele mai rapide încasări din istoria arenei Allstate  (încasările generate din vânzarea de bilete au fost de 2,5 milioane dolari). La WrestleMania 22 au participat 20,193 de spectatori din 16 țări și din 43 de state americane. Gala a fost televizată la nivel mondial, în peste 90 de țări.
Sloganul WrestleMania 22 a fost Big Time. Melodia oficială a evenimentului a fost "Bigtime" interpretată de Peter Gabriel. Alte melodii folosite în promovarea evenimentului au fost "I Dare You", interpretată de formația Shinedown,"Save me Sorrow", interpretată de formația Bullets and Octane și "Baby Hates Me", interpretată de Danko Jones.

## Rezultate
- Dark match: Viscera a câștigat un Battle Royal la care au participat 18 wrestleri: Eugene, Goldust, Snitsky, Tyson Tomko, Rob Conway, Lance Cade, Trevor Murdoch, Matt Striker din divizia RAW și Super Crazy, Psicosis, Funaki, Steven Richards, Johnny Nitro, Joey Mercury, The Road Warrior, William Regal, Simon Dean din divizia SmackDown! (9:00)
  - Viscera a câștigat eliminându-l pe ultimul wrestler rămas în ring, Snitsky.
- Kane și The Big Show i-au învins pe Carlito și Chris Masters, păstrându-și centurile World Tag Team Championship (6:41)
  - Kane l-a numărat pe Carlito, după aplicarea unui chokeslam.
- Rob Van Dam i-a învins pe Shelton Benjamin, Ric Flair, Finlay, Matt Hardy și Bobby Lashley în meciul Money in the Bank (12:21)
  - Van Dam a câștigat, reușind să se urce pe o scară și să recupereze diplomatul suspendat de-asupra ringului.
- Howard Finkel a prezentat wrestlerii introduși în WWE Hall of Fame în anul 2006:
  - "Mean" Gene Okerlund, "Sensational" Sherri Martel, Tony Atlas, Verne Gagne, William "The Refrigerator" Perry și The Blackjacks (Blackjack Mulligan & Blackjack Lanza). Al optulea wrestler introdus în Hall of Fame, Bret Hart, nu a participat la eveniment. Al nouălea wrestler, Eddie Guerrero, a fost reprezentat de către fosta sa soție Vickie, care a fost însoțită de nepotul lui Guerrero, Chavo Guerrero.
- John "Bradshaw" Layfield (însoțit de Jillian Hall) l-a învins pe Chris Benoit, devenind noul campion al Stetelor Unite (9:44)
  - Layfield a câștigat prin pinfall, întorcându-l pe spate pe Benoit, care încerca să-i aplice un Crippler Crossface, și folosindu-se de coarda din mijloc a ringului.
- Edge (însoțit de Lita) l-a învins pe Mick Foley într-un meci Hardcore (14:37)
  - Edge a câștigat prin pinfall, după ce i-a aplicat lui Foley un spear, aruncându-l de pe apron pe o masă în flăcări.
- The Boogeyman l-a învins pe Booker T și pe Sharmell într-un Handicap match (3:52)
  - Boogeyman a câștigat prin pinfall, după ce i-a aplicat lui Booker un chokebomb.
- Mickie James a învins-o pe Trish Stratus, devenind noua deținătoare a centurii WWE Women's Championship (8:48)
  - James a numărat-o pe Stratus, după ce i-a aplicat un Mick Kick.
- The Undertaker l-a învins pe Mark Henry, într-un Casket match (9:26)
  - Undertaker l-a băgat pe Henry în sicriu, după ce i-a aplicat anterior un Tombstone Piledriver.
- Shawn Michaels l-a învins pe Vince McMahon, într-un No Holds Barred match (18:28)
  - Michaels a câștigat prin pinfall, după ce i-a aplicat lui McMahon un Sweet Chin Music
  - În timpul meciului, atât Spirit Squad cât și Shane McMahon au intervenit în favoarea lui McMahon.
- Rey Mysterio i-a învins pe Randy Orton și pe Kurt Angle (c) într-un Triple Threat match, câștigând centura World Heavyweight Championship (9:18)
  - Mysterio a câștigat prin pinfall, după ce i-a aplicat lui Orton un 619 și un West Coast Pop.
  - P.O.D. a interpretat live melodia de intrare a lui Rey Mysterio.
- Torrie Wilson a învins-o pe Candice Michelle într-un meci Playboy Pillow fight (3:54)
  - Wilson a numărat-o pe Michelle, folosind  un roll-up.
- John Cena l-a învins pe Triple H, păstrându-și centura de campion WWE (22:02)
  - Cena a câștigat prin submission, aplicându-i lui Triple H un STFU.
  - Triple H și-a făcut apariția în arenă pe un tron, având o costumație asemănătoare lui Conan Barbarul.
  - Cena a intrat în ring cu o mitralieră Thompson, acompaniat de un grup de "gangsteri" într-un automobil din anii '40.

## Alți participanți
| Comentatori - Michael Cole - SmackDown! - Jerry "The King" Lawler - RAW - Jim Ross - RAW - Joey Styles - meciul Foley/Edge - Tazz - SmackDown! Comentatori spanioli - Carlos Cabrera - Hugo Savinovich Reporteri - Jonathan Coachman - Todd Grisham - Josh Mathews | Ring announcer - Tony Chimel - SmackDown! - Lilian Garcia - RAW - Howard Finkel- segmentul WWE Hall of Fame Arbitrii - Mike Chioda - RAW - Jack Doan - RAW - Mickie Henson - RAW - Chris Kay - SmackDown! - Jim Korderas - SmackDown! - Nick Patrick - SmackDown! - Chad Patton - RAW - Charles Robinson - SmackDown! |

## De reținut
- La începutul spectacolului, imnul "America the Beautiful" a fost interpretat de Michelle Williams
- WrestleMania 22 a marcat prima ediție de după WrestleMania XV în care câștigătorul meciului Royal Rumble din acel an nu a participat în ultimul meci al serii.
- Unul din gangsterii care-l acompaniau pe Cena a fost CM Punk, aflat în acel moment în "pepiniera" WWE Ohio Valley Wrestling.
- Înainte de stabilirea logo-ului final, au mai fost folosite încă două variații de logo-uri. Primul și cel de-al doilea  logo au fost similare cu cel de la WrestleMania 21 și au fost folosite în diverse clipuri și materiale publicitare. Cel de-al treilea logo, care a devenit și logo-ul final, este primul logo de la WrestleMania XV care utilizează fontul clasic WrestleMania (folosit în edițiile I-XV).
- Printre celebritățile care au luat parte la eveniment s-au numărat Joe Theismann și formația P.O.D..
- WrestleMania 22, împreună cu WrestleMania XX și Wrestlemania 21 s-au desfășurat în cele trei orașe în care a avut loc simultan WrestleMania 2 (New York, Chicago și Los Angeles).